# Etmopterus dianthus
Etmopterus dianthus ist eine Art der Gattung Etmopterus innerhalb der Laternenhaie (Etmopterinae; auch als Familie Etmopteridae eingestuft). Er erreicht eine Körperlänge von etwa 35 Zentimeter bei einer Maximallänge von mindestens 41 Zentimeter. Das Verbreitungsgebiet dieser Art umfasst Teile des Südwestpazifik vor der Küste Australiens und Neukaledoniens (punktueller Nachweis).

## Aussehen und Merkmale
Etmopterus dianthus ist ein kleiner Hai mit einer bekannten Körperlänge von etwa 35 Zentimeter bei einer Maximallänge von mindestens 41 Zentimeter. Er hat einen für die Laternenhaie typischen langgestreckten Körper mit einem langen und zugleich breiten und oberseits abgeflachten Kopf. Die Körperfarbe ist bei frisch gefangenen Exemplaren rosafarben und wird bei der Konservierung braun-grau. Die Unterseite ist schwarz, zudem besitzt schwarze Markierung hinter den Analflossen und am Schwanzstiel und am oberen Teil der Schwanzflosse. Außerdem besitzt er die für die Laternenhaie typischen Leuchtorgane an der Bauchseite.
Er besitzt keine Afterflosse und zwei Rückenflossen mit den ordnungstypischen Stacheln vor den Rückenflossen. Die erste Rückenflosse beginnt weit hinter den Brustflossen und ist kleiner und flacher als die zweite und besitzt einen kleinen Dorn während der Dorn der zweiten Rückenflosse kräftig ausgebildet und so hoch wie die Flosse ist. Wie alle Arten der Familie besitzen die Tiere fünf Kiemenspalten und haben ein Spritzloch hinter dem Auge.

## Verbreitung

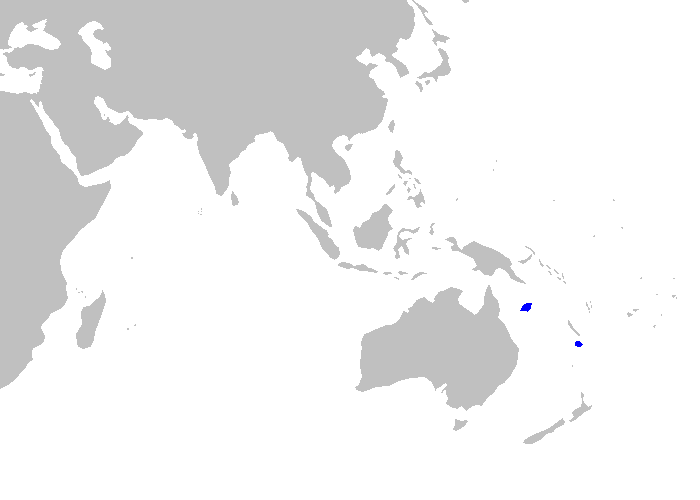
Verbreitungsgebiet von Etmopterus dianthus

Das Verbreitungsgebiet dieser Art umfasst Teile im Südwest-Pazifik vor der Küste Australiens und Neukaledoniens (punktueller Nachweis). Hier ist er aus Tiefen von 700 bis 880 Metern bekannt.

## Lebensweise
Etmopterus dianthus lebt im Bereich des Kontinentalschelfs und an Inselsockeln. Wie andere Haie ernährt er sich räuberisch, wahrscheinlich von kleineren Fischen und wirbellosen Tieren. Über seine Lebensweise liegen nur wenig Daten vor.
Er ist wie andere Arten der Ordnung lebendgebärend (ovovivipar).

## Gefährdung
Etmopterus dianthus ist in der Roten Liste der IUCN als nicht gefährdet („least concern“) gelistet. Der Hai ist aktuell nur aus einem begrenzten Meeresgebiet bekannt, zukünftige Erkundungen könnten jedoch weitere Vorkommen identifizieren. In dem bekannten Vorkommensgebiet gibt es derzeit keine größeren Fischereitätigkeiten, und wenn er gefangen wird, wird er aufgrund seiner geringen Größe und seines mangelnden kommerziellen Wertes wahrscheinlich wieder zurückgeworfen, wobei die Überlebensraten nach dem Rückwurf nicht bekannt sind. Eine Ausweitung der Tiefseefischerei ist derzeit zumindest im australischen Verbreitungsgebiet dieser Art unwahrscheinlich, und es gibt derzeit keinen Grund, eine Abnahme des Verbreitungsgebiets, der Habitatqualität oder der Anzahl geschlechtsreifer Individuen zu vermuten.

## Belege
1. 1 2  Etmopteridae.: Lantern sharks. In: Compagno et al. 2004.
2. ↑  Leonard Compagno, Marc Dando, Sarah Fowler: Sharks of the World. Princeton Field Guides, Princeton University Press, Princeton/Oxford 2005, ISBN 978-0-691-12072-0, S. 98.
3. 1 2  Etmopterus dianthus in der Roten Liste gefährdeter Arten der IUCN 2020. Eingestellt von: P.M. Kyne, R.D. Cavanagh (SSG Australia & Oceania Regional Workshop, March 2003), 2015. Abgerufen am 9. Juni 2020.